# CALLING (可苦可樂專輯)
《CALLING》，是日本樂團可苦可樂的第7張錄音室專輯。2009年8月5日發行。

## 簡介
前作《5296》約1年零9個月之後發行。
收錄了《時光的腳步聲》、《彩虹》和《STAY》三首單曲，其中《STAY》是專輯的先行單曲。曲目《神風》是地下時期專輯《ANSWER》的收錄曲目，這次是重新錄音版本。專輯第一首曲目《再見了 HERO》是獻給在2009年5月病逝的搖滾大師忌野清志郎的歌曲。
專輯發售首週即獲得Oricon公信榜冠軍，自《NAMELESS WORLD》以來連續四張專輯獲得冠軍。 連續兩週佔據冠軍位置，是連續第三張專輯獲得複數週冠軍。 總銷量約50萬張，是2009年度日本專輯銷量第10位。 連續四年有專輯進入年度專輯銷量榜前十位，是2000年代出道的音樂人中首個達成這個紀錄。

## 收錄曲目
全編曲：可苦可樂、特記除外　全作詞及作曲：小淵健太郎、特記除外
1. 再見了 HERO（サヨナラ HERO）
2. 戀心
3. To calling of love 作詞、作曲：黑田俊介
4. 彩虹
5. STAY
6. 天使們的歌（天使達の歌）
7. FREEDOM TRAIN
8. Summer rain
9. Sunday kitchen
10. 神風
11. 獵戶座之參宿四（ベテルギウス）
12. 時光的腳步聲（時の足音） 作詞及作曲：可苦可樂
13. 紅線

## 外部連結
- CALLING 初回限定盤
- CALLING 通常盤